# Det Skandinavisk-Russiske Handelshus
Det Skandinavisk-Russiske Handelshus, fra 1913 A/S Filmfabriken Danmark er en tidligere dansk filmproducent, der var aktiv i årene 1908 til 1923.

## Historie
Det Skandinavisk-Russiske Handelshus blev grundlagt i 1908 af grosserer Johan Christensen som en handelsvirksomhed. I firmaets ledelse var bl.a. Vilhelm Glückstadt og Kay van der Aa Kühle. Som en del af firmaets aktiviteter indgik fra 1909 bl.a. distribution af film.
I 1911 gik firmaet ind i produktion af film, da firmaet producerede Morfinisten. Filmens manuskript var skrevet af Kay van der Aa Kühles hustru Lily, der var søster til filmens instruktør Louis von Kohl. Morfinisten blev en succes og blev eksporteret til flere lande. Det Skandinavisk-Russiske Handelshus opførte et "optageteater" (filmstudie) i Hellerup og en kopifabrik på Vesterbrogade i København.
Filmene var i begyndelsen overvejende sensations- og dramafilm. Blandt studiets faste skuespillere var blandt andre filmvovehalsen og luftakrobaten Emilie Sannom, der i sensationsfilmene udførte flere spektakulære bedrifter og stunts. I 1913 skiftede virksomheden navn til A/S Filmfabrikken Danmark.
Fra 1919 og frem til lukningen i 1923 havde Filmfabrikken Danmark næsten udelukkende fokus på reportage- og undervisningsfilm, særlig biologiske undervisningsfilm med Ingvald Lieberkind og pressemanden Richard Lund.